# Großzöbern
Großzöbern ist ein Ortsteil der Gemeinde Weischlitz im sächsischen Vogtlandkreis. Er wurde gemeinsam mit seinen Ortsteilen Kleinzöbern, Berglas, Pirk, Türbel und dem durch den Bau der Talsperre Dröda abgerissenen Ramoldsreuth am 1. Januar 1994 mit sechs weiteren Gemeinden zur Gemeinde Burgstein zusammengeschlossen. Diese wurde wiederum am 1. Januar 2011 in die Großgemeinde Weischlitz eingegliedert.

## Geografie

### Lage und Verkehr
Großzöbern liegt im Süden des Gemeindegebiets von Weischlitz nördlich der Talsperre Dröda. Zur Ortschaft Großzöbern gehören die Ortsteile Kleinzöbern und Berglas. Während sich Kleinzöbern direkt im Nordosten an Großzöbern anschließt, liegt Berglas baulich abgetrennt in südwestliche Richtung. Durch Großzöbern führt die Staatsstraße 319 (ehemalige Bundesstraße 173). Die Bundesautobahn 72 mit dem Rastplatz „Großzöbern“ liegt nördlich des Orts. Großzöbern befindet sich im Westen des Vogtlandkreises und im sächsischen Teil des historischen Vogtlands. Geografisch liegt Großzöbern im Zentrum des Naturraums Vogtland (Mittelvogtländisches Kuppenland).
Der Ort ist mit der vertakteten RufBus-Linie 52 des Verkehrsverbunds Vogtland an Weischlitz, Oelsnitz und Gutenfürst angebunden.

### Nachbarorte
| Ruderitz          | Geilsdorf                                   | Kleinzöbern, Pirk |
| Flur Ramoldsreuth | Kompassrose, die auf Nachbargemeinden zeigt | Dröda             |
| Berglas           | Flur Dechengrün, Engelhardtsgrün            |                   |

## Geschichte
Das Platzdorf Großzöbern wurde im Jahr 1122 in der Stiftungsurkunde der Johanniskirche zu Plauen unter dem Namen „Zobi“ genannt. Dieser Name ist slawischen Ursprungs. Großzöbern gilt somit als die älteste Gemeinde des Vogtlandkreises. Im Jahre 1328 wurde Großzöbern als „obern Zcobern“ und Kleinzöbern als „nydern Zcobern“ bezeichnet. Beide Orte wurden im Jahr 1425 als „grossen Ztoeber“ und „kleynen Ztoeber“ erwähnt.
Um 1412 wurde in Großzöbern ein Vorwerk erwähnt. Bezüglich der Grundherrschaft war Großzöbern in späterer Zeit geteilt. Um 1542 gehörte der Ort anteilig der Pfarre Großzöbern, dem Deutschen Ritterorden zu Plauen, dem Kloster Hof, dem Rittergut Heinersgrün und dem Rittergut Geilsdorf. Um 1764 bis 1856 unterstand Großzöbern anteilig dem Rittergut Pirk, der Rest war Amtsdorf im kursächsischen bzw. königlich-sächsischen Amt Voigtsberg. 1856 wurde der Ort dem Gerichtsamt Plauen und 1875 der Amtshauptmannschaft Plauen angegliedert. Die beiden Nachbarorte Berglas und Kleinzöbern wurden am 1. April 1939 eingemeindet.
Durch die zweite Kreisreform in der DDR kam die Gemeinde Großzöbern im Jahr 1952 zum Kreis Plauen-Land im Bezirk Chemnitz (1953 in Bezirk Karl-Marx-Stadt umbenannt). Am 1. Januar 1957 erfolgte die Eingemeindung von Pirk mit Türbel. Die Fluren des im Zuge des Baus der Talsperre Dröda (1964 bis 1971) abgerissenen Orts Ramoldsreuth im Kreis Oelsnitz wurden am 1. September 1968 in die Gemeinde Großzöbern eingegliedert. Seit 1990 gehörte die Gemeinde Großzöbern zum sächsischen Landkreis Plauen, der 1996 im Vogtlandkreis aufging. Am 1. Januar 1994 schloss sie sich mit sechs weiteren Gemeinden zur Gemeinde Burgstein zusammen, die wiederum am 1. Januar 2011 in die Großgemeinde Weischlitz eingegliedert wurde. Seitdem bilden Großzöbern mit Kleinzöbern und Berglas sowie Pirk mit Türbel jeweils einen Ortsteil von Weischlitz.

## Kirche

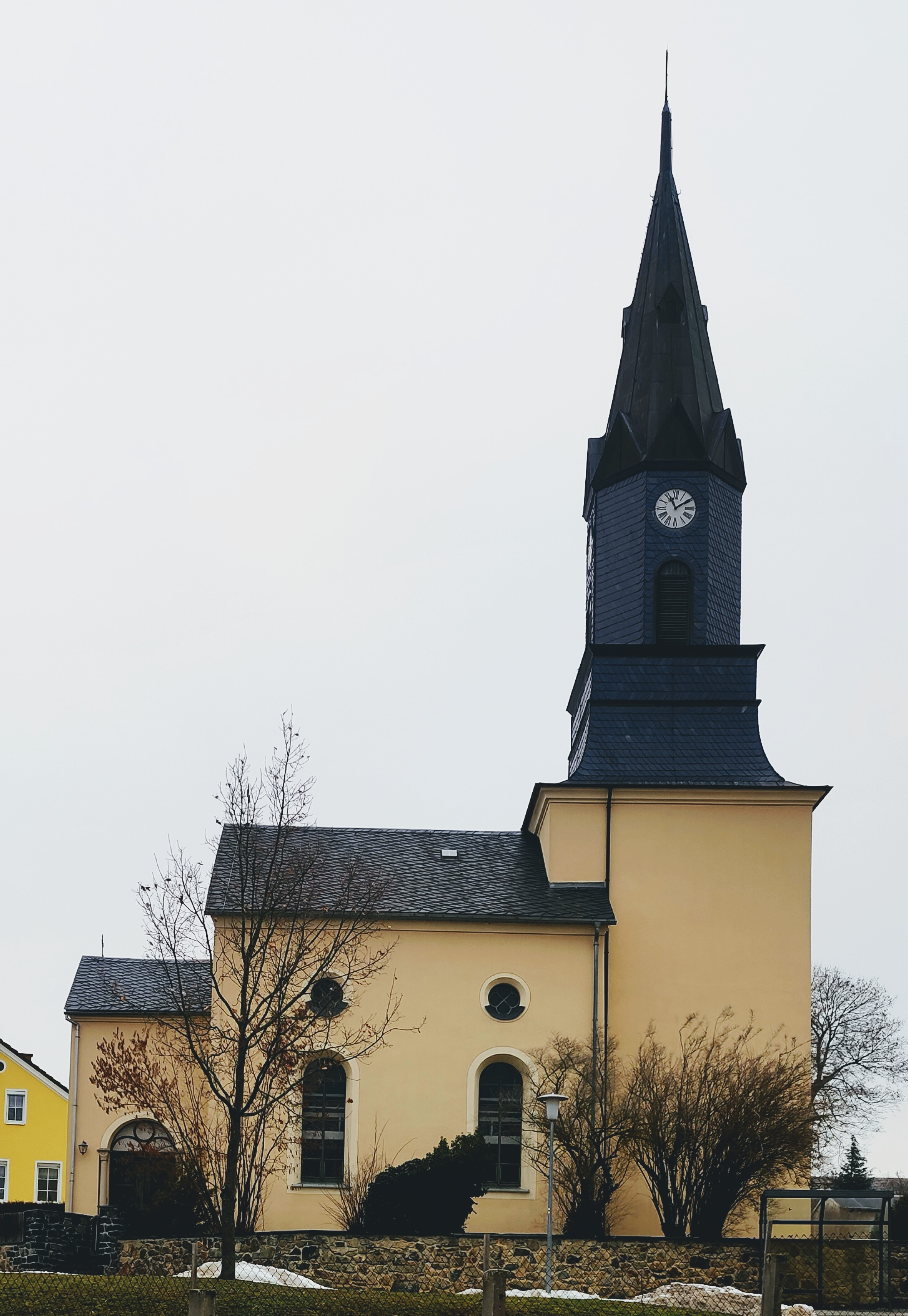
Kirche Großzöbern

Die 1347 erstmals urkundlich erwähnte Kirche von Großzöbern gehörte ursprünglich zur Streitpfarre Wiedersberg, heute zur Parochie Geilsdorf. Der ursprüngliche Bau wurde nach Zerstörung durch Brände durch ein 1869 eingeweihtes neues Gotteshaus im Stil des Klassizismus ersetzt. Der Bau blieb im Wesentlichen unverändert bis ins 21. Jahrhundert erhalten.
Im Dehio-Handbuch Sachsen II wird die Kirche als „einfache Chorturmkirche“, ein „in der Höhe deutlich voneinander abgesetzter, verputzter Bruchsteinbau“, beschrieben. Der Chorturm steht auf einem quadratischen Grundriss. Der obere Teil ist verschiefert, er hat einen konkav geschwungenen Schaft mit oktogonalem Aufsatz und Helm. Das neuromanische Rundbogenportal hat eingestellte Säulen. Die Sakristei liegt an der Nordseite.
Im Inneren der Kirche gibt es neben der einfachen Orgelempore noch an der Nord- und der Südseite zweigeschossige Emporen. Die Kirchendecke ist flach. Die Orgel von Carl Eduard Schubert entstand 1874–1876. Sie verfügt über 13 Register auf zwei Manualen und Pedal. Elly-Viola Nahmmacher gestaltete im Jahr 1963 ein Kreuz über dem Altar, zwei Altarleuchter und eine Tafel zum Andenken an die im Zweiten Weltkrieg zu Tode gekommenen Soldaten aus Großzöbern.
Das Sächsische Landesamt für Denkmalpflege hat die Kirche als Kulturdenkmal eingestuft mit der Begründung: „Einfache Chorturmkirche des 16. Jahrhunderts, im historistischen Stil des 19. Jahrhunderts überformt, Kriegerdenkmal als Findling, baugeschichtlich, ortsgeschichtlich und ortsbildprägend von Bedeutung“ und beschreibt sie wie folgt: „Kirche: Chorturm aus erste Hälfte des 16. Jahrhunderts, Brände 1806 und 1865, Wiederaufbau 1866, Instandsetzung 1972, verputzter Bruchsteinbau, Chorturm quadratischer Grundriss mit verschiefertem konkav geschwungenem Dach und Turmhelm, Rundbogenportal neoromanisch mit eingestellten Säulen, NO-Sakristei, Innen flachgedeckt, zweigeschossige Empore, Orgel von Karl Eduard Schubert 1874–1876. Kriegerdenkmal: Einfacher Findling mit Inschrift „Ihren gefallenen Helden die dankbaren Gemeinden Großzöbern und Berglas“ und Tafel“.

## Persönlichkeiten
- Ottomar Schuchardt (1856–1939), Botaniker, Politiker und Publizist, Freund, Nachlassverwalter und erster Biograf von Constantin Frantz